# 23994 Mayhan
23994 Mayhan là một tiểu hành tinh vành đai chính với chu kỳ quỹ đạo là 1392.1503986 ngày (3.81 năm).
Nó được phát hiện ngày 7 tháng 9 năm 1999.